# Papstwarte
Die Papstwarte ist ein 1983 errichteter, auf 497 m Seehöhe gelegener Aussichtsturm auf dem Gebiet der Katastralgemeinde Doberndorf, die zur Stadtgemeinde Horn im niederösterreichischen Waldviertel gehört.

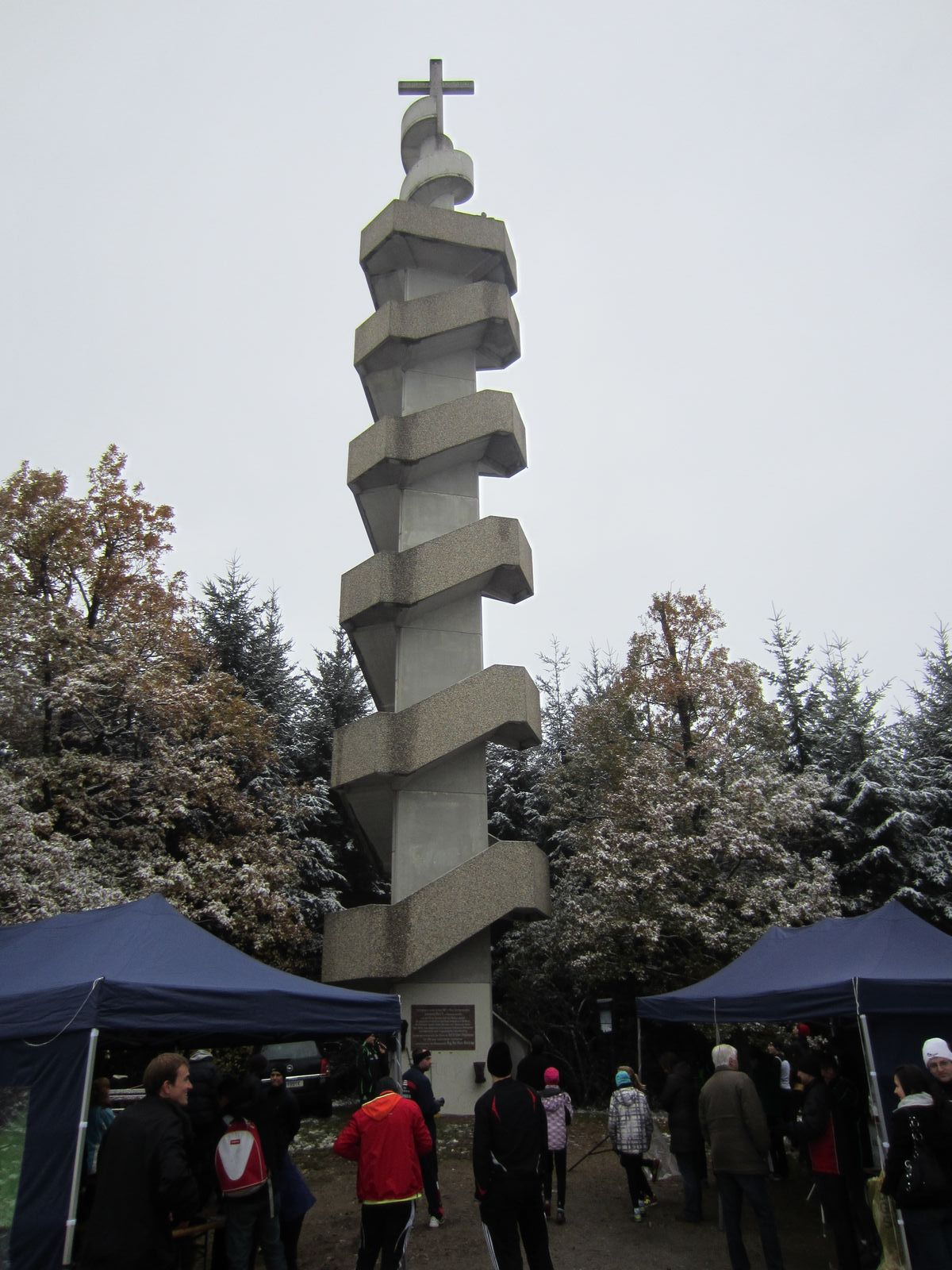
Papstwarte beim Treppenlauf 2012

## Geschichte
Die Papstwarte wurde 1983 aus Anlass eines Besuches von Papst Johannes Paul II. auf einer Waldanhöhe südlich von Doberndorf errichtet. Der Grundriss des Stahlbetonbaues entspricht einem achssymmetrischen, unregelmäßigen Sechseck. Über 136 Treppenstufen wird die Aussichtsplattform in 24,5 m Höhe erreicht. Den Abschluss bildete ein 5 m hohes Kreuz. Im Jahre 1988 erfolgte die Erhöhung des Turmes um weitere 7 m. Ein runder Betonschaft mit außenliegender Wendeltreppe wurde aufgesetzt. Über 39 Stufen wird die oberste Plattform in 31,5 m erreicht. Einschließlich Kreuz erreicht die Warte seitdem eine Höhe von 36,5 m. Entworfen wurde der Aussichtsturm von dem österreichischen Statiker und Tragwerksplaner Robert Krapfenbauer (1923–2005). Der langjährige Inhaber der Lehrkanzel für Tragwerksplanung an der Universität für Angewandte Kunst in Wien wurde in dem von der Papstwarte nur wenige Kilometer entfernten Rodingersdorf geboren. Die Papstwarte ist den Heiligen Kyrill und Method geweiht. Johannes Paul II. hat die Papstwarte bei seinen drei Österreich-Besuchen (1983, 1988 sowie 1998) nicht besucht.
Die Papstwarte befindet sich gegenwärtig in Privatbesitz und ist seit Mai 2023 für die Öffentlichkeit gesperrt.

## Aussicht
Von der Warte erlangt man einen übersichtsmäßigen Einblick in das Horner Becken zwischen Maria Dreieichen und Schloss Greillenstein, ohne aber die Stadt Horn betrachten zu können. Abgesehen vom Stift Pernegg und einigen umliegenden Orten wird der Blick nach Norden von ausgedehnten Wäldern eingegrenzt.

## Inschrift am Kreuz
Auf dem Kreuz befindet sich als Inschrift eine abgewandelte Fassung einer Stelle aus dem Matthäusevangelium in Altgriechischer Sprache: ῾ΗΚΡΙΣΙΣΚΑΙΤΟΕΛΕΟΣ ΚΑΙ῾ΗΠΙΣΤΙΣ, was als ῾Η ΚΡΙΣΙΣ ΚΑΙ ΤΟ ΕΛΕΟΣ ΚΑΙ ῾Η ΠΙΣΤΙΣ (he krisis kai to eleos kai he pistis) zu lesen ist und übersetzt „Gerechtigkeit und Barmherzigkeit und Vertrauen“ bedeutet. Die auf einer Tafel am Sockel der Warte angegebene Übersetzung „Von höchstem Gericht. Gottes Erbarmen und Glaube der Armen!“ ist nicht nachvollziehbar.
Gerechtigkeit, Barmherzigkeit und Vertrauen (Vertrauen auf Gott oder Glaube an Gott) gelten als das Wichtigste im Gesetz und werden im alten und in Neuen Testament mehrmals genannt. Dies sei die zentrale Botschaft des Christentums und nicht die penible Einhaltung von religiösen Vorschriften, was Jesus beispielsweise in seine Rede gegen die Schriftgelehrten und Pharisäer (Mt 23,1-36) den Pharisäern zum Vorwurf machte. Im Original heißt es bei Matthäus (Mt 23,23): τήν κρίσιν καί τό έλεος καί τήν πίστιν – die Worte stehen im Akkusativ. Er hebt damit, wie etwa auch in der Bergpredigt, Gerechtigkeit und Barmherzigkeit ausdrücklich als Grundsatz hervor, während dies bei den anderen Evangelisten nur indirekt über die Handlungen Jesus dargestellt wird.

## Sonstiges
Eine weitere Aussichtswarte von Robert Krapfenbauer, die Europa-Warte St. Benedikt, befindet sich auf dem 471 m hohen Schafberg bei Waitzendorf. Der 27 m hohe Betonturm weist eine große Ähnlichkeit mit der Papstwarte auf. Sie wurde 1980 errichtet.
Von 2012 bis 2017 fand jährlich im Herbst der „Treppenlauf auf die Papstwarte“, veranstaltet vom ULC Horn, statt.